# Résultats détaillés des élections générales québécoises de 2018
Pour un article plus général, voir Élections générales québécoises de 2018.
Cet article présente les résultats détaillés des élections générales québécoises de 2018 par région administrative.

## Résultats régionaux

### Abitibi-Témiscamingue(3 sièges)
| Circonscriptions            | Député sortant | Député sortant     | Député gagnant | Député gagnant           |
| --------------------------- | -------------- | ------------------ | -------------- | ------------------------ |
| Abitibi-Est                 |                | Guy Bourgeois      |                | Pierre Dufour            |
| Abitibi-Ouest               |                | François Gendron ‡ |                | Suzanne Blais            |
| Rouyn-Noranda–Témiscamingue |                | Luc Blanchette     |                | Émilise Lessard-Therrien |

| Partis | Partis                  | Votes  | %     | +/-  | Sièges | +/-           |
| ------ | ----------------------- | ------ | ----- | ---- | ------ | ------------- |
|        | Coalition avenir Québec | 25 445 | 35,10 | 18,3 | 2      | 2             |
|        | Parti québécois         | 16 887 | 23,29 | 11,6 | 0      | 1             |
|        | Québec solidaire        | 16 326 | 22,52 | 13,9 | 1      | 1             |
|        | Parti libéral du Québec | 11 235 | 15,50 | 22,4 | 0      | 2             |
|        | Autres                  | 2 610  | 3,60  | -    | 0      | -             |
| Total  | Total                   | 72 503 | 100   | -    | 3      | en stagnation |

### Bas-Saint-Laurent(3 sièges)
| Circonscriptions            | Député sortant | Député sortant | Député gagnant | Député gagnant |
| --------------------------- | -------------- | -------------- | -------------- | -------------- |
| Matane-Matapédia            |                | Pascal Bérubé  | Pascal Bérubé  | Pascal Bérubé  |
| Rimouski                    |                | Harold LeBel   | Harold LeBel   | Harold LeBel   |
| Rivière-du-Loup–Témiscouata |                | Jean D'Amour   |                | Denis Tardif   |

| Partis | Partis                  | Votes  | %     | +/-  | Sièges | +/-           |
| ------ | ----------------------- | ------ | ----- | ---- | ------ | ------------- |
|        | Parti québécois         | 39 828 | 41,58 | 0,7  | 2      | en stagnation |
|        | Coalition avenir Québec | 24 721 | 25,81 | 13,1 | 1      | 1             |
|        | Parti libéral du Québec | 18 742 | 19,57 | 16,2 | 0      | 1             |
|        | Québec solidaire        | 11 032 | 11,52 | 2,5  | 0      | en stagnation |
|        | Autres                  | 1 457  | 1,52  | -    | 0      | -             |
| Total  | Total                   | 95 780 | 100   | -    | 3      | en stagnation |

### Capitale-Nationale(11 sièges)
| Circonscriptions           | Député sortant | Député sortant      | Député gagnant      | Député gagnant       |
| -------------------------- | -------------- | ------------------- | ------------------- | -------------------- |
| Charlesbourg               |                | François Blais      |                     | Jonatan Julien       |
| Charlevoix–Côte-de-Beaupré |                | Caroline Simard     |                     | Émilie Foster        |
| Chauveau                   |                | Véronyque Tremblay  |                     | Sylvain Lévesque     |
| Jean-Lesage                |                | André Drolet ‡      |                     | Sol Zanetti          |
| Jean-Talon                 |                | Sébastien Proulx    | Sébastien Proulx    | Sébastien Proulx     |
| La Peltrie                 |                | Éric Caire          | Éric Caire          | Éric Caire           |
| Louis-Hébert               |                | Geneviève Guilbault | Geneviève Guilbault | Geneviève Guilbault  |
| Montmorency                |                | Raymond Bernier ‡   |                     | Jean-François Simard |
| Portneuf                   |                | Michel Matte ‡      |                     | Vincent Caron        |
| Taschereau                 |                | Agnès Maltais ‡     |                     | Catherine Dorion     |
| Vanier-Les Rivières        |                | Patrick Huot        |                     | Mario Asselin        |

| Partis | Partis                       | Votes   | %     | +/-  | Sièges | +/-           |
| ------ | ---------------------------- | ------- | ----- | ---- | ------ | ------------- |
|        | Coalition avenir Québec      | 174 501 | 43,41 | 10,5 | 8      | 6             |
|        | Parti libéral du Québec      | 88 514  | 22,02 | 16,8 | 1      | 7             |
|        | Québec solidaire             | 67 921  | 16,90 | 10,7 | 2      | 2             |
|        | Parti québécois              | 47 103  | 11,72 | 7,5  | 0      | 1             |
|        | Parti conservateur du Québec | 13 293  | 3,31  | 2,2  | 0      | en stagnation |
|        | Autres                       | 10 660  | 2,65  | -    | 0      | -             |
| Total  | Total                        | 401 992 | 100   | -    | 11     | en stagnation |

### Centre-du-Québec(3 sièges)
| Circonscriptions     | Député sortant et gagnant | Député sortant et gagnant |
| -------------------- | ------------------------- | ------------------------- |
| Arthabaska           |                           | Eric Lefebvre             |
| Drummond–Bois-Francs |                           | Sébastien Schneeberger    |
| Nicolet-Bécancour    |                           | Donald Martel             |

| Partis | Partis                       | Votes   | %     | +/-  | Sièges | +/-           |
| ------ | ---------------------------- | ------- | ----- | ---- | ------ | ------------- |
|        | Coalition avenir Québec      | 60 779  | 58,23 | 16,4 | 3      | en stagnation |
|        | Québec solidaire             | 13 910  | 13,33 | 7,1  | 0      | en stagnation |
|        | Parti libéral du Québec      | 12 773  | 12,24 | 15,7 | 0      | en stagnation |
|        | Parti québécois              | 12 680  | 12,15 | 9,3  | 0      | en stagnation |
|        | Parti conservateur du Québec | 2 277   | 2,18  | 1,2  | 0      | -             |
|        | Autres                       | 1 967   | 1,88  | -    | 0      | -             |
| Total  | Total                        | 104 386 | 100   | -    | 3      | en stagnation |

### Chaudière-Appalaches(7 sièges)
| Circonscriptions       | Député sortant | Député sortant    | Député gagnant   | Député gagnant     |
| ---------------------- | -------------- | ----------------- | ---------------- | ------------------ |
| Beauce-Nord            |                | André Spénard ‡   |                  | Luc Provençal      |
| Beauce-Sud             |                | Paul Busque       |                  | Samuel Poulin      |
| Bellechasse            |                | Dominique Vien    |                  | Stéphanie Lachance |
| Chutes-de-la-Chaudière |                | Marc Picard       | Marc Picard      | Marc Picard        |
| Côte-du-Sud            |                | Norbert Morin ‡   |                  | Marie-Eve Proulx   |
| Lévis                  |                | François Paradis  | François Paradis | François Paradis   |
| Lotbinière-Frontenac   |                | Laurent Lessard ‡ |                  | Isabelle Lecours   |

| Partis | Partis                       | Votes   | %     | +/-  | Sièges | +/-           |
| ------ | ---------------------------- | ------- | ----- | ---- | ------ | ------------- |
|        | Coalition avenir Québec      | 140 426 | 58,09 | 20,4 | 7      | 4             |
|        | Parti libéral du Québec      | 45 803  | 18,95 | 24,1 | 0      | 4             |
|        | Québec solidaire             | 22 419  | 9,27  | 5,3  | 0      | en stagnation |
|        | Parti québécois              | 19 554  | 8,09  | 5,1  | 0      | en stagnation |
|        | Parti conservateur du Québec | 7 990   | 3,31  | 2,2  | 0      | en stagnation |
|        | Autres                       | 5 538   | 2,29  | -    | 0      | -             |
| Total  | Total                        | 241 730 | 100   | -    | 7      | en stagnation |

### Côte-Nord(2 sièges)
| Circonscriptions | Député sortant et gagnant | Député sortant et gagnant |                  |
| ---------------- | ------------------------- | ------------------------- | ---------------- |
| René-Lévesque    |                           | Martin Ouellet            | Martin Ouellet   |
| Duplessis        |                           | Lorraine Richard          | Lorraine Richard |

| Partis | Partis                       | Votes  | %     | +/-  | Sièges | +/-           |
| ------ | ---------------------------- | ------ | ----- | ---- | ------ | ------------- |
|        | Parti québécois              | 15 078 | 38,13 | 9,0  | 2      | en stagnation |
|        | Coalition avenir Québec      | 13 328 | 33,70 | 19,4 | 0      | en stagnation |
|        | Parti libéral du Québec      | 6 108  | 15,45 | 15,0 | 0      | en stagnation |
|        | Québec solidaire             | 4 482  | 11,33 | 4,7  | 0      | en stagnation |
|        | Parti conservateur du Québec | 548    | 1,39  | -    | 0      | -             |
| Total  | Total                        | 39 544 | 100   | -    | 2      | en stagnation |

### Estrie(5 sièges)
| Circonscriptions | Député sortant | Député sortant     | Député gagnant | Député gagnant   |
| ---------------- | -------------- | ------------------ | -------------- | ---------------- |
| Mégantic         |                | Ghislain Bolduc ‡  |                | François Jacques |
| Orford           |                | Pierre Reid ‡      |                | Gilles Bélanger  |
| Richmond         |                | Karine Vallières ‡ |                | André Bachand    |
| Saint-François   |                | Guy Hardy ‡        |                | Geneviève Hébert |
| Sherbrooke       |                | Luc Fortin         |                | Christine Labrie |

| Partis | Partis                  | Votes   | %     | +/-  | Sièges | +/-           |
| ------ | ----------------------- | ------- | ----- | ---- | ------ | ------------- |
|        | Coalition avenir Québec | 63 648  | 36,47 | 16,7 | 4      | 4             |
|        | Parti libéral du Québec | 39 246  | 22,49 | 17,8 | 0      | 5             |
|        | Québec solidaire        | 38 892  | 22,28 | 16,5 | 1      | 1             |
|        | Parti québécois         | 26 271  | 15,05 | 14,5 | 0      | en stagnation |
|        | Autres                  | 6 469   | 3,71  | -    | 0      | -             |
| Total  | Total                   | 174 526 | 100   | -    | 5      | en stagnation |

### Gaspésie–Îles-de-la-Madeleine(3 sièges)
| Circonscriptions     | Député sortant | Député sortant     | Député gagnant | Député gagnant         |
| -------------------- | -------------- | ------------------ | -------------- | ---------------------- |
| Bonaventure          |                | Sylvain Roy        | Sylvain Roy    | Sylvain Roy            |
| Gaspé                |                | Gaétan Lelièvre ‡  |                | Méganne Perry Mélançon |
| Îles-de-la-Madeleine |                | Germain Chevarie ‡ |                | Joël Arseneau          |

| Partis | Partis                  | Votes  | %     | +/-  | Sièges | +/-           |
| ------ | ----------------------- | ------ | ----- | ---- | ------ | ------------- |
|        | Parti québécois         | 17 374 | 36,58 | 10,6 | 3      | 1             |
|        | Parti libéral du Québec | 14 488 | 30,50 | 9,9  | 0      | 1             |
|        | Coalition avenir Québec | 7 737  | 16,29 | 11,5 | 0      | en stagnation |
|        | Québec solidaire        | 6 800  | 14,32 | 7,8  | 0      | en stagnation |
|        | Autres                  | 1 096  | 2,31  | -    | 0      | -             |
| Total  | Total                   | 47 495 | 100   | -    | 3      | en stagnation |

### Lanaudière(7 sièges)
| Circonscriptions | Député sortant | Député sortant   | Député gagnant   | Député gagnant       |
| ---------------- | -------------- | ---------------- | ---------------- | -------------------- |
| Berthier         |                | André Villeneuve |                  | Caroline Proulx      |
| Joliette         |                | Véronique Hivon  | Véronique Hivon  | Véronique Hivon      |
| L'Assomption     |                | François Legault | François Legault | François Legault     |
| Masson           |                | Mathieu Lemay    | Mathieu Lemay    | Mathieu Lemay        |
| Repentigny       |                | Lise Lavallée    | Lise Lavallée    | Lise Lavallée        |
| Rousseau         |                | Nicolas Marceau  |                  | Louis-Charles Thouin |
| Terrebonne       |                | Mathieu Traversy |                  | Pierre Fitzgibbon    |

| Partis | Partis                  | Votes   | %     | +/-  | Sièges | +/-           |
| ------ | ----------------------- | ------- | ----- | ---- | ------ | ------------- |
|        | Coalition avenir Québec | 118 005 | 47,33 | 11,3 | 6      | 3             |
|        | Parti québécois         | 66 771  | 26,78 | 10,8 | 1      | 3             |
|        | Québec solidaire        | 34 358  | 13,78 | 7,3  | 0      | en stagnation |
|        | Parti libéral du Québec | 23 397  | 9,38  | 9,5  | 0      | en stagnation |
|        | Autres                  | 6 815   | 2,73  | -    | 0      | -             |
| Total  | Total                   | 249 346 | 100   | -    | 7      | en stagnation |

### Laurentides(10 sièges)
| Circonscriptions | Député sortant        | Député sortant        | Député gagnant    | Député gagnant     |
| ---------------- | --------------------- | --------------------- | ----------------- | ------------------ |
| Argenteuil       |                       | Yves St-Denis         |                   | Agnès Grondin      |
| Bertrand         |                       | Claude Cousineau ‡    |                   | Nadine Girault     |
| Blainville       |                       | Mario Laframboise     | Mario Laframboise | Mario Laframboise  |
| Deux-Montagnes   |                       | Benoit Charette       | Benoit Charette   | Benoit Charette    |
| Groulx           |                       | Claude Surprenant     |                   | Eric Girard        |
| Labelle          |                       | Sylvain Pagé          |                   | Chantale Jeannotte |
| Les Plaines      | nouv. circonscription | nouv. circonscription |                   | Lucie Lecours      |
| Mirabel          |                       | Sylvie D'Amours       | Sylvie D'Amours   | Sylvie D'Amours    |
| Prévost          | nouv. circonscription | nouv. circonscription |                   | Marguerite Blais   |
| Saint-Jérôme     |                       | Marc Bourcier         |                   | Youri Chassin      |

| Partis | Partis                  | Votes   | %     | +/-  | Sièges | +/-           |
| ------ | ----------------------- | ------- | ----- | ---- | ------ | ------------- |
|        | Coalition avenir Québec | 156 286 | 45,14 | 14,5 | 10     | 6             |
|        | Parti québécois         | 75 494  | 21,80 | 12,5 | 0      | 3             |
|        | Québec solidaire        | 52 610  | 15,20 | 8,1  | 0      | en stagnation |
|        | Parti libéral du Québec | 46 558  | 13,45 | 13,2 | 0      | 1             |
|        | Autres                  | 15 283  | 4,41  | -    | 0      | -             |
| Total  | Total                   | 346 231 | 100   | -    | 10     | 2             |

### Laval(6 sièges)
| Circonscriptions  | Député sortant | Député sortant       | Député gagnant       | Député gagnant       |
| ----------------- | -------------- | -------------------- | -------------------- | -------------------- |
| Chomedey          |                | Guy Ouellette        | Guy Ouellette        | Guy Ouellette        |
| Fabre             |                | Monique Sauvé        | Monique Sauvé        | Monique Sauvé        |
| Laval-des-Rapides |                | Saul Polo            | Saul Polo            | Saul Polo            |
| Mille-Îles        |                | Francine Charbonneau | Francine Charbonneau | Francine Charbonneau |
| Sainte-Rose       |                | Jean Habel           |                      | Christopher Skeete   |
| Vimont            |                | Jean Rousselle       | Jean Rousselle       | Jean Rousselle       |

| Partis | Partis                  | Votes   | %     | +/-  | Sièges | +/-           |
| ------ | ----------------------- | ------- | ----- | ---- | ------ | ------------- |
|        | Parti libéral du Québec | 71 677  | 37,06 | 15,9 | 5      | 1             |
|        | Coalition avenir Québec | 62 520  | 32,33 | 14,6 | 1      | 1             |
|        | Parti québécois         | 25 430  | 13,15 | 9,9  | 0      | en stagnation |
|        | Québec solidaire        | 23 747  | 12,28 | 7,4  | 0      | en stagnation |
|        | Autres                  | 10 021  | 5,18  | -    | 0      | -             |
| Total  | Total                   | 193 395 | 100   | -    | 6      | en stagnation |

### Mauricie(4 sièges)
| Circonscriptions         | Député sortant        | Député sortant        | Député gagnant | Député gagnant      |
| ------------------------ | --------------------- | --------------------- | -------------- | ------------------- |
| Champlain                |                       | Pierre-Michel Auger   |                | Sonia LeBel         |
| Laviolette–Saint-Maurice | nouv. circonscription | nouv. circonscription |                | Marie-Louise Tardif |
| Maskinongé               |                       | Marc H. Plante        |                | Simon Allaire       |
| Trois-Rivières           |                       | Jean-Denis Girard     |                | Jean Boulet         |

| Partis | Partis                  | Votes   | %     | +/-  | Sièges | +/-           |
| ------ | ----------------------- | ------- | ----- | ---- | ------ | ------------- |
|        | Coalition avenir Québec | 65 936  | 45,47 | 19,4 | 4      | 4             |
|        | Parti libéral du Québec | 32 254  | 22,24 | 16,8 | 0      | 5             |
|        | Québec solidaire        | 20 874  | 14,39 | 8,4  | 0      | en stagnation |
|        | Parti québécois         | 20 284  | 13,99 | 13,6 | 0      | en stagnation |
|        | Autres                  | 5 669   | 3,91  | -    | 0      | -             |
| Total  | Total                   | 145 017 | 100   | -    | 4      | 1             |

### Montérégie(23 sièges)
| Circonscriptions | Député sortant | Député sortant        | Député gagnant        | Député gagnant        |
| ---------------- | -------------- | --------------------- | --------------------- | --------------------- |
| Beauharnois      |                | Guy Leclair ‡         |                       | Claude Reid           |
| Borduas          |                | Simon Jolin-Barrette  | Simon Jolin-Barrette  | Simon Jolin-Barrette  |
| Brome-Missisquoi |                | Pierre Paradis ‡      |                       | Isabelle Charest      |
| Chambly          |                | Jean-François Roberge | Jean-François Roberge | Jean-François Roberge |
| Châteauguay      |                | Pierre Moreau         |                       | MarieChantal Chassé   |
| Granby           |                | François Bonnardel    | François Bonnardel    | François Bonnardel    |
| Huntingdon       |                | Stéphane Billette     |                       | Claire IsaBelle       |
| Iberville        |                | Claire Samson         | Claire Samson         | Claire Samson         |
| Johnson          |                | André Lamontagne      | André Lamontagne      | André Lamontagne      |
| La Pinière       |                | Gaétan Barrette       | Gaétan Barrette       | Gaétan Barrette       |
| Laporte          |                | Nicole Ménard         | Nicole Ménard         | Nicole Ménard         |
| La Prairie       |                | Richard Merlini       |                       | Christian Dubé        |
| Marie-Victorin   |                | Catherine Fournier    | Catherine Fournier    | Catherine Fournier    |
| Montarville      |                | Nathalie Roy          | Nathalie Roy          | Nathalie Roy          |
| Richelieu        |                | Sylvain Rochon        |                       | Jean-Bernard Émond    |
| Saint-Hyacinthe  |                | Chantal Soucy         | Chantal Soucy         | Chantal Soucy         |
| Saint-Jean       |                | Dave Turcotte         |                       | Louis Lemieux         |
| Sanguinet        |                | Alain Therrien        |                       | Danielle McCann       |
| Soulanges        |                | Lucie Charlebois      |                       | Marilyne Picard       |
| Taillon          |                | Diane Lamarre         |                       | Lionel Carmant        |
| Vachon           |                | Martine Ouellet ‡     |                       | Ian Lafrenière        |
| Vaudreuil        |                | Marie-Claude Nichols  | Marie-Claude Nichols  | Marie-Claude Nichols  |
| Verchères        |                | Stéphane Bergeron     |                       | Suzanne Dansereau     |

| Partis | Partis                  | Votes   | %     | +/-  | Sièges | +/-           |
| ------ | ----------------------- | ------- | ----- | ---- | ------ | ------------- |
|        | Coalition avenir Québec | 354 132 | 42,31 | 14,8 | 19     | 12            |
|        | Parti libéral du Québec | 172 394 | 20,60 | 14,6 | 3      | 5             |
|        | Parti québécois         | 152 209 | 18,19 | 9,3  | 1      | 7             |
|        | Québec solidaire        | 125 557 | 15,00 | 8,4  | 0      | en stagnation |
|        | Autres                  | 32 685  | 3,91  | -    | 0      | -             |
| Total  | Total                   | 836 977 | 100   | -    | 23     | en stagnation |

### Montréal(27 sièges)
| Circonscriptions           | Député sortant         | Député sortant           | Député gagnant           | Député gagnant           |
| -------------------------- | ---------------------- | ------------------------ | ------------------------ | ------------------------ |
| Est                        |                        |                          |                          |                          |
| Anjou–Louis-Riel           |                        | Lise Thériault           | Lise Thériault           | Lise Thériault           |
| Bourassa-Sauvé             |                        | Rita de Santis ‡         |                          | Paule Robitaille         |
| Bourget                    |                        | Maka Kotto               |                          | Richard Campeau          |
| Gouin                      |                        | Gabriel Nadeau-Dubois    | Gabriel Nadeau-Dubois    | Gabriel Nadeau-Dubois    |
| Hochelaga-Maisonneuve      |                        | Carole Poirier           |                          | Alexandre Leduc          |
| Jeanne-Mance–Viger         |                        | Filomena Rotiroti        | Filomena Rotiroti        | Filomena Rotiroti        |
| LaFontaine                 |                        | Marc Tanguay             | Marc Tanguay             | Marc Tanguay             |
| Laurier-Dorion             |                        | Gerry Sklavounos ‡       |                          | Andrés Fontecilla        |
| Maurice-Richard            |                        | Marie Montpetit Crémazie | Marie Montpetit Crémazie | Marie Montpetit Crémazie |
| Mercier                    |                        | Amir Khadir ‡            |                          | Ruba Ghazal              |
| Pointe-aux-Trembles        |                        | Nicole Léger ‡           |                          | Chantal Rouleau          |
| Rosemont                   |                        | Jean-François Lisée      |                          | Vincent Marissal         |
| Sainte-Marie–Saint-Jacques |                        | Manon Massé              | Manon Massé              | Manon Massé              |
| Viau                       |                        | David Heurtel ‡          |                          | Frantz Benjamin          |
| Ouest                      |                        |                          |                          |                          |
| Acadie                     |                        | Christine St-Pierre      | Christine St-Pierre      | Christine St-Pierre      |
| D'Arcy-McGee               |                        | David Birnbaum           | David Birnbaum           | David Birnbaum           |
| Jacques-Cartier            |                        | Geoffrey Kelley ‡        |                          | Gregory Kelley           |
| Marguerite-Bourgeoys       |                        | Robert Poëti ‡           |                          | Hélène David             |
| Marquette                  |                        | François Ouimet ‡        |                          | Enrico Ciccone           |
| Mont-Royal–Outremont       |                        | Pierre Arcand Mont-Royal |                          | Pierre Arcand            |
| Mont-Royal–Outremont       | Hélène David Outremont |                          |                          | Pierre Arcand            |
| Nelligan                   |                        | Martin Coiteux ‡         |                          | Monsef Derraji           |
| Notre-Dame-de-Grâce        |                        | Kathleen Weil            | Kathleen Weil            | Kathleen Weil            |
| Robert-Baldwin             |                        | Carlos Leitão            | Carlos Leitão            | Carlos Leitão            |
| Saint-Henri–Sainte-Anne    |                        | Dominique Anglade        | Dominique Anglade        | Dominique Anglade        |
| Saint-Laurent              |                        | Jean-Marc Fournier ‡     |                          | Marwah Rizqy             |
| Verdun                     |                        | Isabelle Melançon        | Isabelle Melançon        | Isabelle Melançon        |
| Westmount–Saint-Louis      |                        | Jacques Chagnon ‡        |                          | Jennifer Maccarone       |

| Partis | Partis                  | Votes   | %     | +/-  | Sièges | +/-           |
| ------ | ----------------------- | ------- | ----- | ---- | ------ | ------------- |
|        | Québec solidaire        | 124 871 | 31,53 | 13,3 | 6      | 3             |
|        | Parti libéral du Québec | 115 849 | 29,26 | 12,2 | 6      | 1             |
|        | Coalition avenir Québec | 72 802  | 18,39 | 5,5  | 2      | 2             |
|        | Parti québécois         | 66 000  | 16,67 | 8,5  | 0      | 4             |
|        | Autres                  | 16 450  | 4,15  | -    | 0      | -             |
| Total  | Total                   | 395 972 | 100   | -    | 14     | en stagnation |

| Partis | Partis                  | Votes   | %     | +/-  | Sièges | +/-           |
| ------ | ----------------------- | ------- | ----- | ---- | ------ | ------------- |
|        | Parti libéral du Québec | 214 526 | 57,47 | 16,3 | 13     | 1             |
|        | Coalition avenir Québec | 57 620  | 15,44 | 8,2  | 0      | en stagnation |
|        | Québec solidaire        | 43 825  | 11,74 | 6,1  | 0      | en stagnation |
|        | Parti québécois         | 26 589  | 7,12  | 3,1  | 0      | en stagnation |
|        | Parti vert du Québec    | 14 036  | 3,76  | 1,6  | 0      | en stagnation |
|        | Autres                  | 16 677  | 4,47  | -    | 0      | -             |
| Total  | Total                   | 373 273 | 100   | -    | 13     | 1             |

### Nord-du-Québec(1 siège)
| Circonscriptions | Député sortant | Député sortant | Député gagnant | Député gagnant |
| ---------------- | -------------- | -------------- | -------------- | -------------- |
| Ungava           |                | Jean Boucher   |                | Denis Lamothe  |

### Outaouais(5 sièges)
| Circonscriptions | Député sortant | Député sortant     | Député gagnant    | Député gagnant    |
| ---------------- | -------------- | ------------------ | ----------------- | ----------------- |
| Chapleau         |                | Marc Carrière      |                   | Mathieu Lévesque  |
| Gatineau         |                | Stéphanie Vallée ‡ |                   | Robert Bussière   |
| Hull             |                | Maryse Gaudreault  | Maryse Gaudreault | Maryse Gaudreault |
| Papineau         |                | Alexandre Iracà    |                   | Mathieu Lacombe   |
| Pontiac          |                | André Fortin       | André Fortin      | André Fortin      |

| Partis | Partis                  | Votes   | %     | +/-  | Sièges | +/-           |
| ------ | ----------------------- | ------- | ----- | ---- | ------ | ------------- |
|        | Coalition avenir Québec | 58 488  | 36,07 | 23,1 | 3      | 3             |
|        | Parti libéral du Québec | 54 920  | 33,87 | 26,2 | 2      | 3             |
|        | Québec solidaire        | 23 801  | 14,68 | 7,5  | 0      | en stagnation |
|        | Parti québécois         | 15 656  | 9,65  | 8,6  | 0      | en stagnation |
|        | Autres                  | 9 297   | 5,73  | -    | 0      | -             |
| Total  | Total                   | 162 162 | 100   | -    | 5      | en stagnation |

### Saguenay–Lac-Saint-Jean(5 sièges)
| Circonscriptions | Député sortant | Député sortant       | Député gagnant     | Député gagnant     |
| ---------------- | -------------- | -------------------- | ------------------ | ------------------ |
| Chicoutimi       |                | Mireille Jean        |                    | Andrée Laforest    |
| Dubuc            |                | Serge Simard         |                    | François Tremblay  |
| Jonquière        |                | Sylvain Gaudreault   | Sylvain Gaudreault | Sylvain Gaudreault |
| Lac-Saint-Jean   |                | Alexandre Cloutier ‡ |                    | Éric Girard        |
| Roberval         |                | Philippe Couillard   | Philippe Couillard | Philippe Couillard |

| Partis | Partis                  | Votes   | %     | +/-  | Sièges | +/-           |
| ------ | ----------------------- | ------- | ----- | ---- | ------ | ------------- |
|        | Coalition avenir Québec | 50 811  | 35,13 | 18,2 | 3      | 3             |
|        | Parti québécois         | 42 563  | 29,42 | 8,2  | 1      | 2             |
|        | Parti libéral du Québec | 30 419  | 21,03 | 15,2 | 1      | 1             |
|        | Québec solidaire        | 16 662  | 11,52 | 6,2  | 0      | en stagnation |
|        | Autres                  | 4 190   | 2,90  | -    | 0      | -             |
| Total  | Total                   | 144 645 | 100   | -    | 5      | en stagnation |

## Résultat total
| Coalition avenir | Libéral   | Parti québécois | Québec solidaire |
| 74 sièges        | 31 sièges | 10 sièges       | 10 sièges        |
| ^                |           |                 |                  |
| majorité         |           |                 |                  |

| Partis | Partis                  | Votes     | %     | +/-  | Sièges | +/-           |
| ------ | ----------------------- | --------- | ----- | ---- | ------ | ------------- |
|        | Coalition avenir Québec | 1 509 455 | 37,42 | 14,4 | 74     | 51            |
|        | Parti libéral du Québec | 1 001 037 | 24,82 | 16,7 | 31     | 39            |
|        | Parti québécois         | 687 995   | 17,06 | 8,3  | 10     | 20            |
|        | Québec solidaire        | 649 503   | 16,10 | 8,5  | 10     | 7             |
|        | Autres                  | 185 548   | 4,60  | -    | 0      | -             |
| Total  | Total                   | 4 033 538 | 100   | -    | 125    | en stagnation |